# Німеччина на зимових Олімпійських іграх 1952
Німеччина брала участь у VI Зимових Олімпійських іграх 1952 року в Осло, після того як її не запросили на Зимові Олімпійські ігри 1948 року через роль у Другій світовій війні, а також через те, що НОК, відновлений у 1947 році як Deutscher Olympischer Ausschuß, ще не представляв визнаної держави. Федеративна Республіка Німеччина була заснована у 1949 році, НОК Німеччини був перейменований і в 1951 році визнаний МОК, тоді як визнання окремого Національного олімпійського комітету НДР було відхилено. Східним німцям було запропоновано співпрацювати та сформувати об'єднану німецьку команду, від якої вони відмовилися в 1952 році, але погодилися у 1956 році.
Збірну країни представляли 53 спортсмени (41 чоловік і 12 жінок) у 8 видах спорту. Прапороносцем на церемонії відкриття став лижник Гельмут Бек. Німеччина брала участь у всіх змаганнях, за винятком ковзанярського спорту на дистанції 1500 метрів, який пропустив єдиний учасник Німеччини на ковзанярському спорті на користь інших трьох змагань. Німецькі спортсмени здобули сім медалей: три золоті, дві срібні та дві бронзові. У загальнокомандному медальному заліку країна зайняла четверте місце.

## Медалісти
| Медаль | Ім'я                                                   | Вид спорту          | Дисципліна                 |
| ------ | ------------------------------------------------------ | ------------------- | -------------------------- |
| Золото | Андреас Остлер Лоренц Ніберль                          | Бобслей             | двійки, чоловіки           |
| Золото | Андреас Остлер Фрідріх Кун Лоренц Ніберль Франц Кемзер | Бобслей             | четвірки, чоловіки         |
| Золото | Ріа Баран Пауль Фальк                                  | Фігурне катання     | пари                       |
| Срібло | Мірль Бюхнер                                           | Гірськолижний спорт | швидкісний спуск (жінки)   |
| Срібло | Оссі Райхерт                                           | Гірськолижний спорт | слалом (жінки)             |
| Бронза | Мірль Бюхнер                                           | Гірськолижний спорт | слалом (жінки)             |
| Бронза | Мірль Бюхнер                                           | Гірськолижний спорт | гігантський слалом (жінки) |

## Бобслей
| След  | Спортсмени                                             | Дисципліна         | Заїзд 1 | Заїзд 1 | Заїзд 2 | Заїзд 2 | Заїзд 3 | Заїзд 3 | Заїзд 4 | Заїзд 4 | Всього  | Всього |
| След  | Спортсмени                                             | Дисципліна         | Час     | Місце   | Час     | Місце   | Час     | Місце   | Час     | Місце   | Час     | Місце  |
| ----- | ------------------------------------------------------ | ------------------ | ------- | ------- | ------- | ------- | ------- | ------- | ------- | ------- | ------- | ------ |
| GER-1 | Андреас Остлер Лоренц Ніберль                          | двійки, чоловіки   | 1:20.76 | 1       | 1:21.64 | 1       | 1:21.02 | 1       | 1:21.12 | 1       | 5:24.54 | 1      |
| GER-2 | Тео Кітт Фрідріх Кун                                   | двійки, чоловіки   | 1:24.43 | 12      | 1:25.22 | 13      | 1:24.52 | 13      | 1:24.08 | 8       | 5:38.25 | 11     |
| GER-1 | Андреас Остлер Фрідріх Кун Лоренц Ніберль Франц Кемзер | четвірки, чоловіки | 1:16.86 | 1       | 1:17.57 | 1       | 1:16.55 | 1       | 1:16.86 | 1       | 5:07.84 | 1      |

## Гірськолижний спорт
| Спортсмен               | Дисципліна                    | Спуск 1 | Спуск 1 | Спуск 2    | Спуск 2    | Всього     | Всього     |
| Спортсмен               | Дисципліна                    | Час     | Місце   | Час        | Місце      | Час        | Місце      |
| ----------------------- | ----------------------------- | ------- | ------- | ---------- | ---------- | ---------- | ---------- |
| Пеппі Швайгер           | швидкісний спуск (чоловіки)   |         |         |            |            | 2:55.5     | 38         |
| Бені Обермюллер         | швидкісний спуск (чоловіки)   |         |         |            |            | 2:42.9     | 17         |
| Віллі Кляйн             | швидкісний спуск (чоловіки)   |         |         |            |            | 2:42.8     | 16         |
| Пепі Ербен              | гігантський слалом (чоловіки) |         |         |            |            | 2:55.0     | 47         |
| Віллі Кляйн             | гігантський слалом (чоловіки) |         |         |            |            | 2:46.2     | 32         |
| Бені Обермюллер         | гігантський слалом (чоловіки) |         |         |            |            | 2:41.4     | 28         |
| Пеппі Швайгер           | гігантський слалом (чоловіки) |         |         |            |            | 2:35.4     | 17         |
| Пеппі Швайгер           | слалом (чоловіки)             | 1:13.7  | 53      | не пройшов | не пройшов | не пройшов | не пройшов |
| Гайні Бірлінг           | слалом (чоловіки)             | 1:09.9  | 44      | не пройшов | не пройшов | не пройшов | не пройшов |
| Віллі Кляйн             | слалом (чоловіки)             | 1:04.2  | 20 Q    | 1:04.7     | 17         | 2:08.9     | 16         |
| Бені Обермюллер         | слалом (чоловіки)             | 1:04.1  | 19 Q    | 1:03.4     | 12         | 2:07.5     | 13         |
| Лія Ляйсмюллер          | швидкісний спуск (жінки)      |         |         |            |            | 2:37.6     | 35         |
| Ганнелоре Глазер-Франке | швидкісний спуск (жінки)      |         |         |            |            | 1:53.0     | 10         |
| Еві Ляніг               | швидкісний спуск (жінки)      |         |         |            |            | 1:52.9     | 9          |
| Мірль Бюхнер            | швидкісний спуск (жінки)      |         |         |            |            | 1:48.0     | 2          |
| Еві Ляніг               | гігантський слалом (жінки)    |         |         |            |            | 2:15.6     | 14         |
| Маріанна Зельтзам       | гігантський слалом (жінки)    |         |         |            |            | 2:14.1     | 10         |
| Оссі Райхерт            | гігантський слалом (жінки)    |         |         |            |            | 2:13.2     | 8          |
| Мірль Бюхнер            | гігантський слалом (жінки)    |         |         |            |            | 2:10.0     | 3          |
| Ганнелоре Глазер-Франке | слалом (жінки)                | 1:20.7  | 33      | 1:10.1     | 18         | 2:30.8     | 31         |
| Маріанна Зельтзам       | слалом (жінки)                | 1:15.5  | 29      | 1:50.3     | 37         | 3:05.8     | 35         |
| Мірль Бюхнер            | слалом (жінки)                | 1:07.6  | 8       | 1:05.7     | 3          | 2:13.3     | 3          |
| Оссі Райхерт            | слалом (жінки)                | 1:06.0  | 1       | 1:05.4     | 2          | 2:11.4     | 2          |

## Ковзанярський спорт
| Дисципліна        | Спортсмен  | Забіг   | Забіг |
| Дисципліна        | Спортсмен  | Час     | Місце |
| ----------------- | ---------- | ------- | ----- |
| 500 м, чоловіки   | Тео Медінг | 46.8    | 33    |
| 5000 м, чоловіки  | Тео Медінг | 8:57.4  | 27    |
| 10000 м, чоловіки | Тео Медінг | 18:24.4 | 22    |

## Лижне двоборство
| Спортсмен    | Змагання                    | Лижні перегони | Лижні перегони | Стрибок з трампліну | Стрибок з трампліну | Стрибок з трампліну | Стрибок з трампліну | Разом   | Разом |
| Спортсмен    | Змагання                    | Бали           | Місце          | Дистанція 1         | Дистанція 2         | Бали                | Місце               | Бали    | Місце |
| ------------ | --------------------------- | -------------- | -------------- | ------------------- | ------------------- | ------------------- | ------------------- | ------- | ----- |
| Гельмут Бек  | нормальний трамплін / 18 км | DNF            | –              | 54.5                | 58.5                | 179.0               | 22                  | DNF     | –     |
| Гайнц Гаузер | нормальний трамплін / 18 км | 199.636        | 15             | 60.0                | 62.0                | 193.5               | 14                  | 393.136 | 15    |

## Лижні перегони
| Дисципліна                    | Спорстмени                                      | Дистанція | Дистанція |
| Дисципліна                    | Спорстмени                                      | Час       | Місце     |
| ----------------------------- | ----------------------------------------------- | --------- | --------- |
| 18 км, чоловіки               | Губерт Еггер                                    | DNF       | –         |
| 18 км, чоловіки               | Гельмут Бек                                     | DNF       | –         |
| 18 км, чоловіки               | Альберт Мор                                     | 1'16:32   | 65        |
| 18 км, чоловіки               | Руді Копп                                       | 1'15:53   | 64        |
| 18 км, чоловіки               | Алоїс Гаррер                                    | 1'14:23   | 59        |
| 18 км, чоловіки               | Гайнц Гаузер                                    | 1'13:30   | 54        |
| 50 км, чоловіки               | Карл Шюслер                                     | DNF       | –         |
| 50 км, чоловіки               | Юку Пент                                        | 4'30:56   | 26        |
| 4 × 10 км, естафета, чоловіки | Губерт Еггер Альберт Мор Гайнц Гаузер Руді Копп | 2'36:37   | 7         |
| 10 км, жінки                  | Ганні Герінг                                    | 50:39     | 13        |

## Стрибки з трапліна
| Спортсмен     | Дисципліна          | Стрибок 1 | Стрибок 1 | Стрибок 1 | Стрибок 2 | Стрибок 2 | Стрибок 2 | Разом | Разом |
| Спортсмен     | Дисципліна          | Відстань  | Бали      | Місце     | Відстань  | Бали      | Місце     | Бали  | Місце |
| ------------- | ------------------- | --------- | --------- | --------- | --------- | --------- | --------- | ----- | ----- |
| Франц Денг    | нормальний трамплін | 60.0      | 96.5      | 24        | 56.5      | 91.0      | 35        | 187.5 | 31    |
| Йозеф Клейсль | нормальний трамплін | 66.5      | 108.0     | 8         | 62.5      | 100.0     | 17        | 208.0 | 10    |
| Зепп Вайлер   | нормальний трамплін | 67.0      | 108.0     | 8         | 63.0      | 105.0     | 8         | 213.0 | 8     |
| Тоні Бручер   | нормальний трамплін | 66.5      | 111.0     | 3         | 62.5      | 105.5     | 7         | 216.5 | 4     |

## Фігурне катання
| Спортсмен        | Змагання                  | CF | FS | Місця   | Очки | Підсумкове місце |
| ---------------- | ------------------------- | -- | -- | ------- | ---- | ---------------- |
| Фраймут Штайн    | чоловіче одиночне катання | 8  | 8  | 155.956 | 72   | 8                |
| Хельга Дудзінскі | жіноче одиночне катання   | 12 | 8  | 142.767 | 103  | 12               |
| Еріка Крафт      | жіноче одиночне катання   | 9  | 10 | 143.767 | 89   | 10               |
| Гунді Буш        | жіноче одиночне катання   | 10 | 6  | 146.289 | 75   | 8                |

Пари
| Спортсмени              | Бали   | Результат | Фінальне місце |
| ----------------------- | ------ | --------- | -------------- |
| Інге Мінор Герман Браун | 9.089  | 73.5      | 8              |
| Ріа Баран Пауль Фальк   | 11.400 | 11.5      | 1              |

## Хокей
|  | Склад команди Карл Біршель Маркус Еген Карл Енцлер Георг Гуггемос Альфред Гоффман Енгельберт Гольдерід Вальтер Кремерсгоф Людвіг Кун Дітер Нісс Ганс Георг Пешер Фріц Пойч Герберт Шибукат Ксавер Ансінн Гайнц Вакерс Карл Вільд |

Поєдинки
| 1 тур          |      |                |   |     |                    |
| 15 лютого 1952 | Осло | Канада         | — | ФРН | 15:1 (6:1,7:0,2:0) |
| 2 тур          |      |                |   |     |                    |
| 16 лютого 1952 | Осло | США            | — | ФРН | 8:2 (1:0,3:1,4:1)  |
| 3 тур          |      |                |   |     |                    |
| 17 лютого 1952 | Осло | Чехословаччина | — | ФРН | 6:1 (0:0,2:0,4:1)  |
| 4 тур          |      |                |   |     |                    |
| 18 лютого 1952 | Осло | Швеція         | — | ФРН | 7:3 (3:2,0:0,4:1)  |
| 5 тур          |      |                |   |     |                    |
| 20 лютого 1952 | Осло | Польща         | — | ФРН | 4:4 (1:1,3:1,0:2)  |
| 6 тур          |      |                |   |     |                    |
| 21 лютого 1952 | Осло | Норвегія       | — | ФРН | 2:6 (0:0,1:1,1:5)  |
| 7 тур          |      |                |   |     |                    |
| 22 лютого 1952 | Осло | Фінляндія      | — | ФРН | 5:1 (1:0,2:0,2:1)  |
| 9 тур          |      |                |   |     |                    |
| 24 лютого 1952 | Осло | Швейцарія      | — | ФРН | 6:3 (1:1,3:1,2:1)  |

Підсумкова таблиця
| Збірна         | Матчі | В | П | Н | Ш     | О  |
| -------------- | ----- | - | - | - | ----- | -- |
| Канада         | 8     | 7 | 0 | 1 | 71:14 | 15 |
| США            | 8     | 6 | 1 | 1 | 43:21 | 13 |
| Швеція         | 8     | 6 | 2 | 0 | 48:19 | 12 |
| Чехословаччина | 8     | 6 | 2 | 0 | 47:18 | 12 |
| Швейцарія      | 8     | 4 | 4 | 0 | 40:40 | 8  |
| Польща         | 8     | 2 | 5 | 1 | 21:56 | 5  |
| Фінляндія      | 8     | 2 | 6 | 0 | 21:60 | 4  |
| ФРН            | 8     | 1 | 6 | 1 | 21:53 | 3  |
| Норвегія       | 8     | 0 | 8 | 0 | 15:46 | 0  |

Скорочення: В = перемоги, П = поразки, Н = нічиї, Ш = закинуті та пропущені шайби, О = набрані очки